# Ивасюк, Николай Иванович
Никола́й Ива́нович Ивасю́к (укр. Мико́ла Іва́нович Івасю́к: 16 (28) апреля 1865, село Заставна, Буковина, Австрийская империя — 25 ноября 1937, Киев, СССР) — украинский художник, жертва сталинских репрессий.

## Биография
Николай родился в селе Заставна на Буковине (ныне город Черновицкой области Украины) в семье крестьянина-столяра.
В 1884 году Николай поступил в Черновицкую высшую реальную школу, где профессором рисунка и живописи был Юстин Пигуляк, который заметил в юноше дар рисования, а потом помог поступить ему в Венскую академию искусств.
Позднее Ивасюк учился в Мюнхене у профессора Александра Лицен-Мейера. В августе 1885 года Ивасюк был участником странствия студенческой молодёжи по Тернопольщине.
В 1893 году Н. Ивасюк познакомился в Мюнхене с И. Репиным. Николай показал ему первый эскиз своей картины «Въезд Богдана Хмельницкого в Киев» (хранится в Национальном художественном музее Украины). В своих «Письмах об искусстве» Илья Репин дал эскизу следующую оценку:
Первый эскиз, который Ивасюк сделал сам, без всякого совета — лучший. Хотя общие пятна картины совсем европейские, а архитектура Киева — нечто краковское, готическое, но все же в эскизе есть жизнь и натуральность в сочинении.

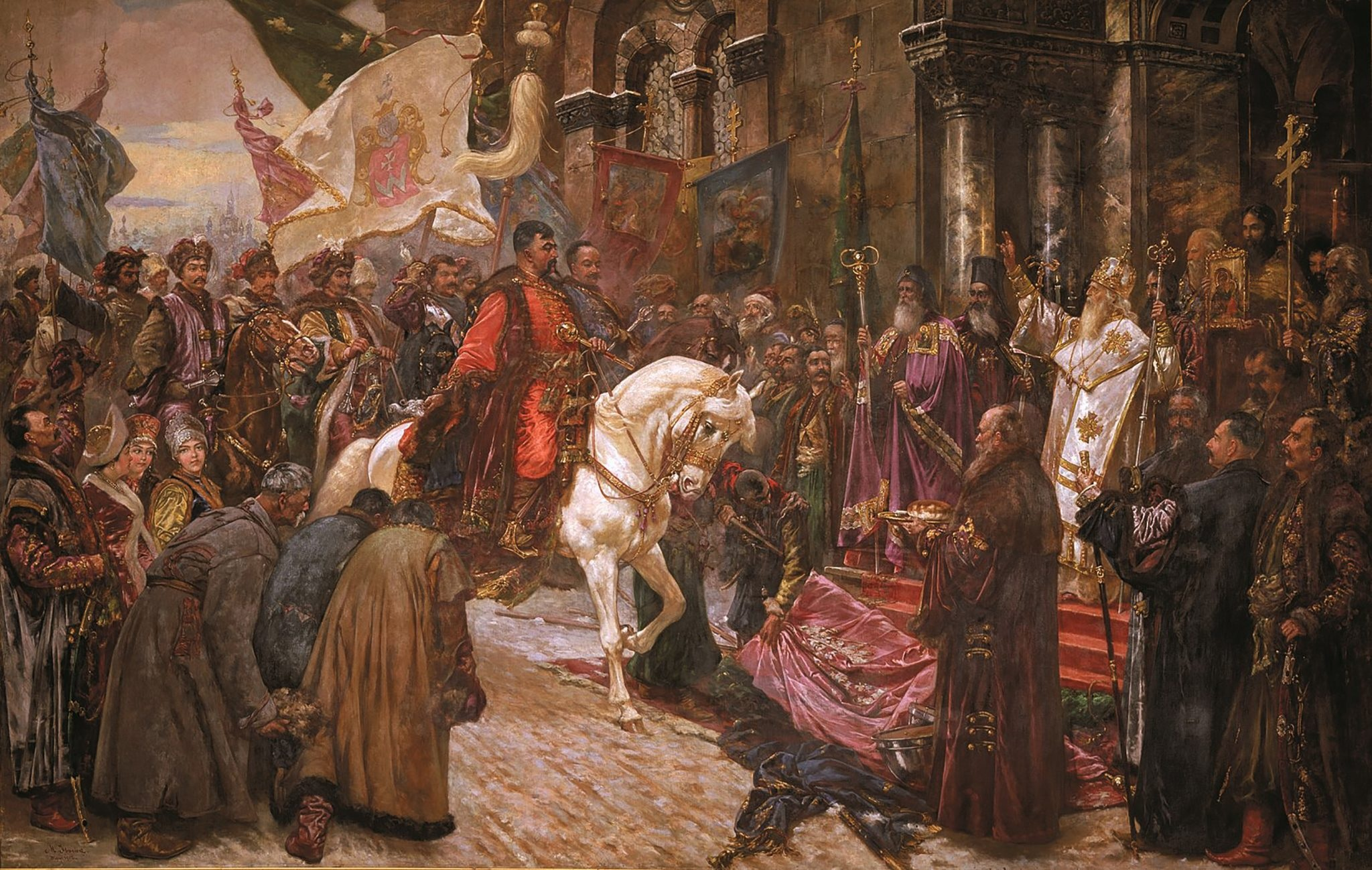
Ивасюк Н. И. «Въезд Богдана Хмельницкого в Киев». (1892—1932)

Вернувшись в 1897 году из-за границы на Буковину, Н. Ивасюк целиком посвятил себя искусству, общественной и педагогической деятельности. Он работал преподавателем рисунка и живописи в Черновицкой реальной школе, устроил несколько выставок своих произведений. В 1899 году Николай Иванович вместе с Ю. Пигуляком организовал в Черновцах первую в Буковине рисовальную школу «для талантливой, но бедной молодёжи». В 1910 году расписал потолок сберегательной кассы в Черновцах (при советской власти здесь размещался горком партии). Темой монументальной аллегорической композиции Ивасюк выбрал «Бережливость». Перед Первой мировой войной краевой сейм Буковины выделил Ивасюку 1000 крон на открытие художественной школы.
Не раз Ивасюк приезжал в село Окно, в имение Владислава Федоро́вича (укр. Володислав Федорович), где рисовал портреты членов его семьи.
После свержения самодержавия Ивасюк переехал в Киев, а с 1919 года жил то в Львове, то в Черновцах. По приглашению правительства Украинской ССР в конце 1926 года Ивасюк с семьей переехал на постоянное место жительства в Киев. Ему предложили создать ряд картин на темы революционного движения на Украине.

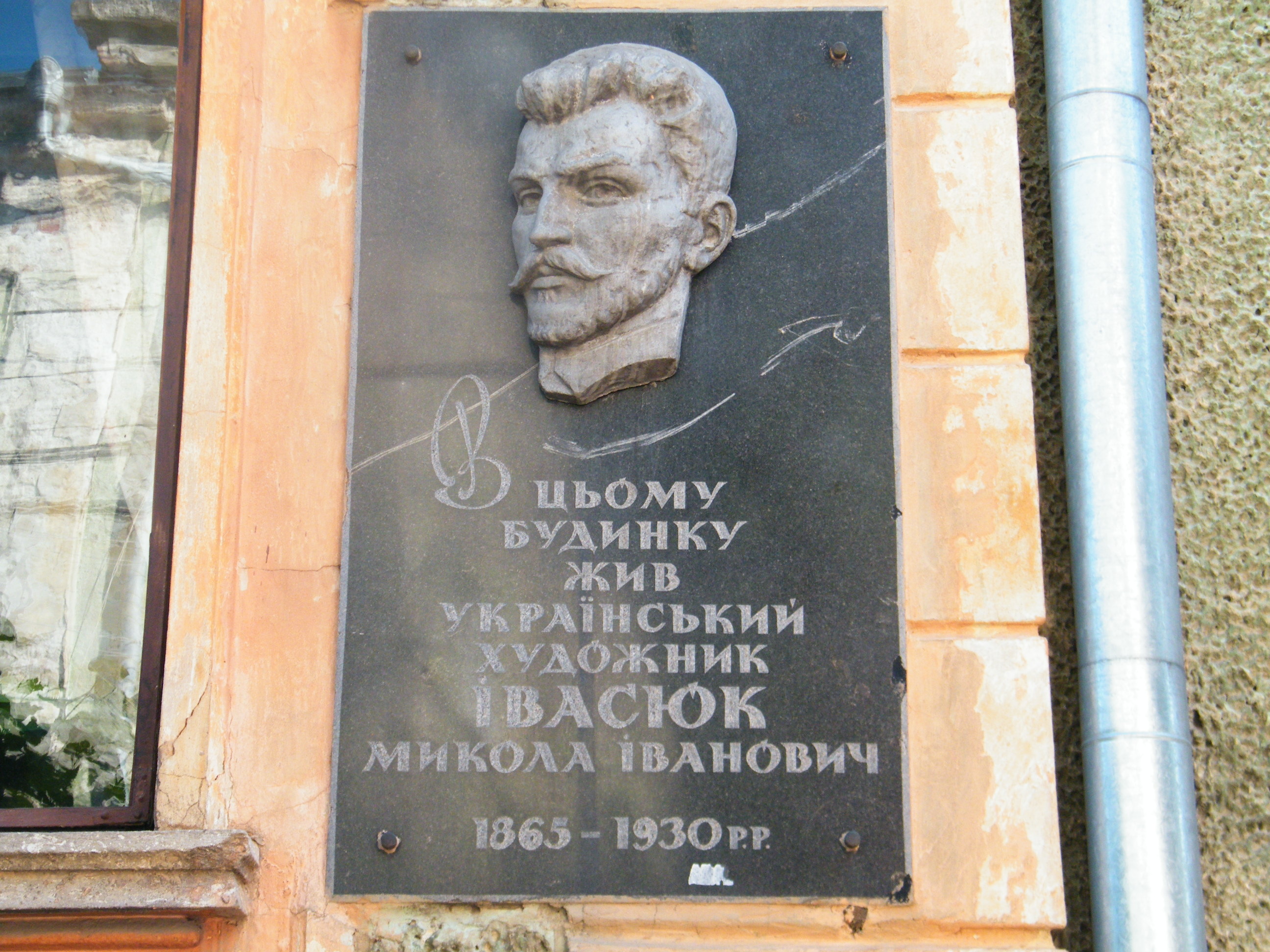
Мемориальная доска Николаю Ивасюку на улице Украинской, 37 в Черновцах

В июле 1937 года Ивасюк был безосновательно арестован органами НКВД. Расстрелян 25 ноября 1937 года в Быковне. Похоронен в Быковне. Посмертно реабилитирован «за отсутствием состава преступления» в 1980 году.

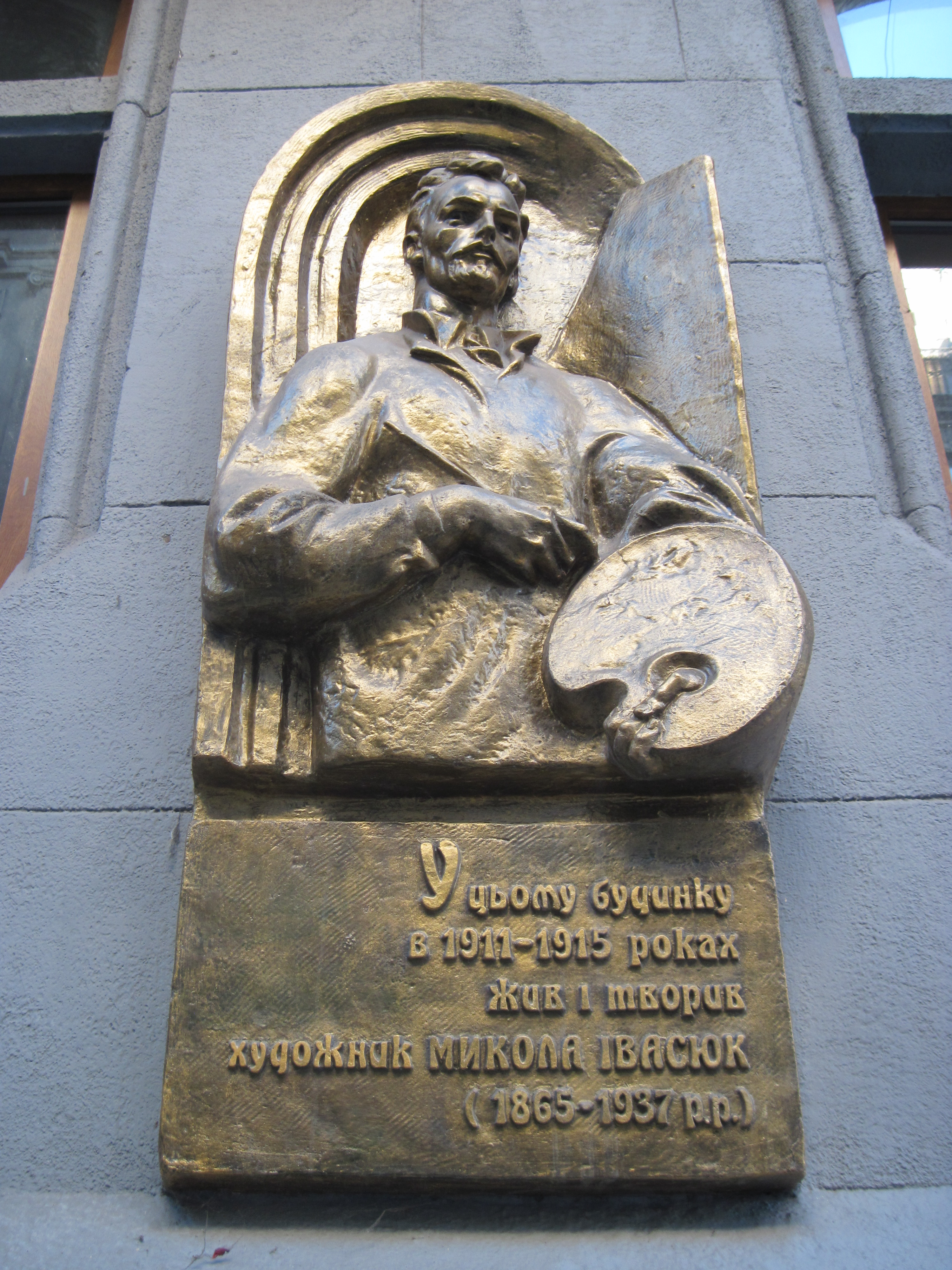
Мемориальная доска во Львове на ул. Фредра, 7

Супруги Ивасюк имели двух дочерей: Елена Ивасюк (1903 г. рождения) — работала в 1920—1930-х годах в Академии Наук над составлением немецко-украинского словаря и Александра Ивасюк (в замужестве Кудлай) (1908 г. рождения).

## Творческая деятельность
Произведения Н.Ивасюка посвящены украинской исторической тематике:
- «Въезд Богдана Хмельницкого в Киев» (1892—1932)
- «Богдан Хмельницкий под Зборовом» (1892)
- «Битва при Хотине» (1903)
- «Кубанские казаки в Львове» (1917)
- «Иван Богун в бою под Берестечком» (1919)

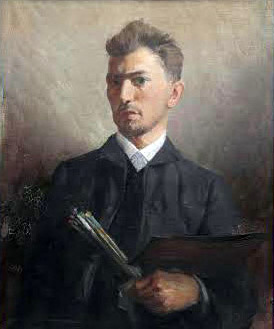
Автопортрет 1887 года

Создал также много жанровых полотен украинской тематики («Возле колодца» (1901), «Мать» (1906), «Гуцулка под деревом») и портретов деятелей украинской культуры: Ю. Федьковича, Т. Шевченко, И. Франко.
С 1927 года Николай Ивасюк работал в системе Всеукраинского фотокиноуправления (ВУФКУ), подготовил ряд рисунков для журнала «Кино», а также плакаты для фильмов ВУФКУ.

### Работа над почтовыми марками
В 1919 году, как художнику с высоким международным авторитетом, правительство Директории УНР поручило Ивасюку создать эскизы для почтовых марок УНР. Н. И. Ивасюк выполнил рисунки восьми из 14 марок и сделал общее оформление серии, получившей название «венской серии». Печатание марок было завершено 31 мая 1921 года, однако в связи с вытеснением войск Директории за пределы Украины марки почтового применения не имели.

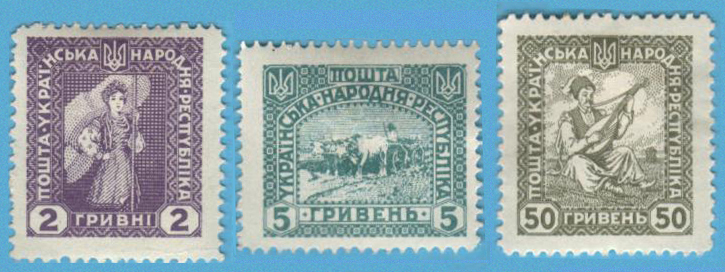
Марки из «венской серии» УНР, подготовленные Н. И. Ивасюком

### После поражения национально-освободительной борьбы
В 1926 году председатель Совнаркома Украины Влас Чубарь пригласил Николая Ивасюка и его ученика Евсевия Липецкого на должности профессоров Киевского художественного института. Липецкий не принял приглашение и не советовал Ивасюку ехать в СССР, потому что от беглецов знал о тамошнем коммунистическом режиме. Но Ивасюк не послушал совета и, как сообщалось в газете «Пролетарская правда», «по приглашению правительства Украинской ССР в конце 1926 года вместе с семьей переехал на постоянное проживание в Киев». Ему предложили создать ряд картин на темы революционного движения в Украине. Получили советское гражданство, жили то в Боярке, то в Пуще-Водице, то в Ирпене.
Художник Василий Кричевский со временем рассказывал, что перед смертью Ивасюк очень бедствовал и был разочарован такой «Украиной».
Сначала Ивасюка прославляли, но впоследствии, по указанию из Москвы, стали всячески притеснять, а позже перевели в Одессу, подвергая жесткой критике за «буржуазные уклоны» в искусстве. Со временем запретили где-либо упоминать его фамилию.
В 1920-х создал серию киноплакатов для ВУФКУ